# Tant que c'est toi
Singles de Natasha St-Pier
Toi qui manques à ma vie
(2003) Quand on cherche l'amour
(2004)
Clip vidéo
[vidéo] « Tant que c'est toi », sur YouTube
Pistes de L'instant d'après
Quand on cherche l'amour
(2)
Tant que c'est toi est une chanson interprétée par la chanteuse néo-brunswickoise Natasha St-Pier sortie en single. 

## Informations sur le single
Écrit par Lionel Florence, Julie d'Aimé, Pascal Obispo, et produit par Volodia et Pascal Obispo, c'est le premier single du quatrième album de la chanteuse canadienne Natasha St-Pier L'instant d'après (2003), il est sorti le 20 octobre 2003. En France, le single a fait ses débuts au numéro 11 sur l'édition Charts du 19 octobre 2003, puis a chuté et est resté pendant un total de 21 semaines dans le top 100. En Belgique, le single est monté au numéro 5 en Wallonie pour y rester 18 semaines dans les charts.
La chanson a été incluse dans le meilleur de Tu trouveras... 10 ans de succès (Best of) de la chanteuse acadienne, sorti en novembre 2009, sur lequel elle apparaît comme le septième morceau.

## Liste des titres
| No | Titre              | Auteur                                         | Durée |
| -- | ------------------ | ---------------------------------------------- | ----- |
| 1. | Tant que c'est toi | Lionel Florence - Julie d'Aimé / Pascal Obispo | 4:12  |
| 2. | Croire             | Lionel Florence / Pascal Obispo                | 3:29  |
| 3. | Encontrarás        | Lionel Florence - Miguel Bosé / Pascal Obispo  | 4:00  |

## Classements hebdomadaires
| Classement (2002)                       | Meilleure position |
| --------------------------------------- | ------------------ |
| Belgique (Wallonie Ultratop 50 Singles) | 5                  |
| France (SNEP)                           | 11                 |
| Pologne (Polish Airplay Chart)          | 6                  |
| Suisse (Schweizer Hitparade)            | 31                 |